# Моминьи, Жером Жозеф де
Жером Жозеф де Моминьи (фр. Jérôme-Joseph de Momigny; 20 января 1762, Филиппвиль — 25 августа 1842, Сен-Морис) — бельгийский и французский композитор и музыкальный теоретик.

## Биография и творчество
Жером Жозеф де Моминьи родился в 1762 году в Филипвилле. В шестилетнем возрасте переехал в Сент-Омер, а уже в двенадцать лет получил в этом городе должность органиста. Позднее был органистом в Сент-Коломбе, Париже и лионском аббатстве святого Петра. В годы Французской революции, когда аббатство было упразднено, занялся торговлей. В 1793 году участвовал в контрреволюционном восстании; в 1794 году был вынужден бежать в Швейцарию, а его имущество было конфисковано. В 1796 году Моминьи вернулся в Лион. В 1800 году поселился в Париже, где основал нотное издательство. С 1800 по 1828 год руководил издательством и музыкальной торговлей, издавая в том числе собственные сочинения. В этот период Моминьи занимался преимущественно теорией музыки и ставил перед собой цель заменить пособия по этой дисциплине учебниками собственного авторства. В 1828 году издательство Моминьи обанкротилось, однако благодаря ходатайству Керубини ему была назначена ежегодная пенсия. Последние годы Моминьи были омрачены душевной болезнью; он был помещён в психиатрическую лечебницу Шарантон, где и умер в 1842 году.
Жером Жозеф де Моминьи — автор двух опер, оперетты, кантат, струнных квартетов, скрипичных и фортепьянных сонат и прочих камерно-инструментальных произведений. Ему принадлежат методические пособия «Фортепьянная метода» (1802) и «Первый год занятий на фортепьяно» (1802—1803). Моминьи также является автором «Полного курса гармонии и композиции согласно новой и общей теории музыки» (в трёх томах, 1803—1806). Как теоретик, он заложил основы современного учения о музыкальной фразировке, которое впоследствии было развито М. Люсси, Р. Вестфалем, Х. Риманом.